# 托马斯·克莱斯蒂尔
托马斯·克莱斯蒂尔（德語：Thomas Klestil，1932年11月4日—2004年7月6日）是奥地利总统，在还剩两天任满时死于任上。克莱斯蒂尔1992年起任总统，1998年继续连任。

## 生平
克莱斯蒂尔出生于维也纳的一个工人家庭，在維也納經濟大學学习国际贸易，1957年获商业学博士学位。
1959年至1962年任职于奥地利驻巴黎的经济合作与发展组织代表团，1962年在奥地利驻美国大使馆工作，1966年任使馆经济联络处主任，1969年后任奥地利驻洛杉矶总领事。1974年回国，担任奥地利外交部国际司司长。1978年，克莱斯蒂尔出任奥地利常驻联合国代表，1982年至1987年任奥地利驻美国大使兼驻美洲国家组织大使，1987年至1992年任奥地利外交部秘书长。

## 總統
1992年7月8日起任总统，1998年4月连任，同年7月宣誓就职，任期6年。 
2004年7月5日，克莱斯蒂尔因应肺功能障碍导致缺氧和心搏停止，被紧急送往维也纳中心医院救治。于7月6日午夜之前在维也纳中心医院逝世，享年72歲。他是自1950年第五位任內逝世的國家元首。期間國民院議長及兩名副議長暂行总统职务，直至兩日后，7月8日新總統海因茨·菲舍尔上任為止。
| 前任: 库尔特·瓦尔德海姆 | 奥地利总统 1992–2004 | 继任: 海因茨·菲舍尔 |